# Psara pallicaudalis
Psara pallicaudalis is een vlinder uit de familie van de grasmotten (Crambidae). De wetenschappelijke naam van de soort is voor het eerst in 1875 gepubliceerd door Pieter Snellen.
De soort komt voor in Colombia.